# Olena Woronina
Olena Oleksandriwna Woronina (ukrainisch Олена Олександрівна Вороніна, in der englischen Transliteration Olena Voronina; * 5. Mai 1990 in Charkiw, Ukrainische SSR) ist eine ukrainische Säbelfechterin.

## Karriere
Olena Woronina erzielte die meisten internationalen Erfolge im Mannschaftswettbewerb. Bei Europameisterschaften gewann sie mit der Mannschaft zwei Silber- und vier Bronzemedaillen, 2015 gewann sie zudem Bronze im Einzelwettbewerb. Bereits 2013 wurde sie in Budapest in der Mannschaftskonkurrenz Weltmeisterin. Darauf folgten eine Bronzemedaille 2014 in Straßburg und eine Silbermedaille 2015 in Moskau. Bei den Olympischen Spielen 2016 in Rio de Janeiro zog sie mit der Mannschaft, die neben Pop aus Olha Charlan, Alina Komaschtschuk und Olena Krawazka bestand, nach Siegen gegen Südkorea und Italien ins Finale gegen Russland ein, das mit 30:45 verloren wurde.